# Hélène Médigue
Hélène Médigue, née le 5 mai 1970 à Paris, est une actrice, réalisatrice et productrice française.
Elle est notamment connue pour son rôle de Charlotte Le Bihac dans la série Plus belle la vie de 2004 à 2009, mais aussi pour son documentaire On a 20 ans pour changer le monde et son court-métrage sur l'autisme C'est pas de chance quoi !.
Elle est également la fondatrice de l'association « Les Maisons de Vincent », lieux de vie et d'accueil adaptés pour adultes autistes, adossés à l'agroécologie.

## Biographie
Hélène Marie-Françoise Médigue naît le 5 mai 1970 à Paris. Dès son enfance, elle se passionne pour la comédie et le théâtre. Après avoir été reçue au concours de la classe libre au cours Florent où elle reçoit les enseignements de Francis Huster, elle intègre le Conservatoire national supérieur d’art dramatique.
Connue pour avoir incarné le personnage de « Charlotte le Bihac » dans Plus belle la vie, feuilleton quotidien sur France 3, de 2004 à 2009, elle a également joué dans de nombreuses pièces successivement mises en scène par Georges Wilson (Eurydice), Hans Peter Cloos (Chemin de feu), Patrice Kerbrat (Oncle Vania et Grande École), Gildas Bourdet (Les Jumeaux vénitiens), Bernard Murat (Le Nouveau Testament) et Stephen Meldegg (De si bons amis).
En février 2013, elle est à l’affiche de Une heure de tranquillité de Florian Zeller dans une mise en scène de Ladislas Chollat au théâtre Antoine avec Fabrice Luchini.
Elle tourne au cinéma dans les films de Stéphane Brizé, Bleu dommage, de Philippe Harel, L'Histoire du garçon qui voulait qu'on l'embrasse, dans Cavalcade de Steve Suissa, pour Cédric Klapisch dans Le Péril jeune et Les Poupées russes.
On la voit aussi régulièrement à la télévision dans différents téléfilms réalisés entre autres par Josée Dayan, Éric Summer, Denis Malleval, Jean-Paul Lilienfeld, Charlotte Brändström, Jérôme Foulon, Didier Albert.
En 2010, elle publie son premier récit Entre deux vies, chez Flammarion.
En 2012, elle produit et réalise son premier court métrage de fiction, C’est pas de chance, quoi!, acheté et diffusé par France Télévisions, sélectionné au 35e Festival international du court métrage de Clermont-Ferrand, diffusé en salle à Paris par Dulac Distribution et dans de nombreux festivals internationaux.
Elle réalise ensuite plusieurs documentaires : On a 20 ans pour changer le monde, long métrage documentaire sorti en 2018, le Temps de l’écoute en 2019, portant sur la disparition de la médecine générale produit par Comic Strip Production et Fermes d'Avenir produit par RDV Productions (également producteur de PBLV),,.
Elle joue au théâtre de Paris Maris et femmes d'après Woody Allen dans une mise en scène de Stéphane Hillel, adaptation du film dont elle a acquis les droits et confié l'adaptation à Christian Siméon.
En 2021, elle apparait dans un épisode de la série Alexandra Ehle.
Elle crée l'association Les Maisons de Vincent en 2019, grâce à laquelle elle souhaite ouvrir des établissements d'accueil pour autistes, cause qui la touche particulièrement, son frère Vincent étant lui-même autiste. En 2021, elle ouvre une première maison d'accueil à Mers-les-Bains (Somme),. 
Elle est nommée en 2021 chevalier de l'ordre national du Mérite.

### Vie privée
Hélène Médigue épouse le comédien Samuel Labarthe avec qui elle a des jumelles, Louise et Jeanne (nées en 2001), et une troisième fille prénommée Mathilde (née le 2 août 2009), dont Line Renaud est la marraine. Hélène et Samuel se séparent en 2016.

### Formation
- 1988-1990 : cours Florent - classe libre, Francis Huster, Denise Bonal
- 1990-1993 : Conservatoire national supérieur d’art dramatique, Catherine Hiegel, Stuart Seide, Daniel Mesguish
- 1995 : École des maîtres, travail avec Alfredo Arias, Dario Fo, Anatoli Vasiliev

## Filmographie

### Actrice

#### Cinéma

##### Longs métrages
- 1994 : L'Histoire du garçon qui voulait qu'on l'embrasse de Philippe Harel : Isabelle
- 1995 : Le Péril jeune de Cédric Klapisch : la professeure de biologie
- 2004 : Bunker Paradise de Stefan Liberski
- 2004 : Cavalcade de Steve Suissa
- 2004 : Les Poupées russes de Cédric Klapisch : Mme Vanpeteguem, la banquière
- 2015 : Un plus une de Claude Lelouch

##### Courts métrages
- 1992 : Dans sa famille de Paul Grandsard : Marie
- 1993 : Bleu dommage de Stéphane Brize
- La Berlue de Jérôme Smecla
- 2012 : C'est pas de chance, quoi ![13]

#### Télévision

##### Séries télévisées
- 1989 : Haute tension  d'Alain Bonnot (épisode, Eaux troubles)
- 1995 : Julie Lescaut de Joyce Bunuel (TF1) : Cécile Ledoyen[14] (épisode 14, Recours en grâce)
- 2000 : Joséphine, ange gardien (épisode : Le combat de l'ange)
- 2000 : Chère Marianne de Michaëla Watteaux (TF1 et RTBF) : Michèle[15] (épisode 2, L'enfant des buissons)
- 2001 :  Les Cordier, juge et flic de Jean-Denis Robert (TF1) : Claire Lèger[16] (épisode 37, Menace sur la ville)
- 2003 : Fargas de Charlotte Brandström : Flo Dorcel[17] (épisode 1, La loi du sang)
- 2004 : Femmes de loi de Denis Malleval : Florence Tissier[18] (épisode 15, Beauté fatale)
- 2004 - 2009 : Plus belle la vie (France 3) : Charlotte Le Bihac (686 épisodes, saisons 1-5)
- 2006 : Commissaire Cordier d'Éric Summer (TF1) (épisode 7, Haute sécurité)
- 2008 : Diane, femme flic de Josée Dayan (TF1) (épisodes 18 et 19, Deuxième vérité)
- 2012 : Le juge est une femme (TF1) (saison 10. épisodes 3. Meurtre discount)
- 2013 : Les Petits Meurtres d'Agatha Christie (saison 2 épisode 2 : Meurtre au champagne)
- 2016 : Caïn : Martine Keller (saison 4, épisode 2, Le crépuscule des idoles)
- 2021 : Alexandra Ehle : Véronique Doisneau (épisode Le miracle)
- 2022 : La Stagiaire (saison 7) : Françoise Jonquières
- 2023 : César Wagner (épisode 6 « L'Œil du lynx ») : Juliette Plessy
- 2023 : Astrid et Raphaëlle (saison 4, épisode 4) : Hélène Marchand

##### Téléfilms
- 1996 : La Vérité qui fait mal de Charlotte Brandström
- 1996 : Le Neuvième jour de David Delrieux : Héléne[19]
- 1999 : Bruxelles Paris Bruxelles de Stefan Liberski
- 2000 : Une femme neuve de Didier Albert
- 2001 : Juliette : service(s) compris de Jérôme Foulon
- Les Apôtres du troisième millénaire de Laurence Katrian
- 2002 : Qui mange quoi ? de Jean-Paul Lilienfeld

##### Émissions
- 2021 : Nous les Européens (émission du 21/11)

### Réalisatrice
- 2012 : C'est pas de chance, quoi! - court métrage
- 2018 : On a 20 ans pour changer le monde - long métrage documentaire
- 2019 : Le temps de l'écoute - documentaire
- 2025 : Une place pour Pierrot (long métrage)[20]

## Théâtre
- 1991 : Eurydice de Jean Anouilh mise en scène de Georges Wilson au théâtre de l'Œuvre
- 1995 : Grande École de Jean-Marie Besset mise en scène de Patrice Kerbrat au théâtre 14 Jean-Marie Serreau
- 1996 : Les Jumeaux vénitiens de Carlo Goldoni mise en scène de Gildas Bourdet création au théâtre national de Marseille - La Criée, représentations à Paris au théâtre de l’Eldorado et au théâtre Hébertot - Molière 1997 : de la meilleure pièce du répertoire et Molière 1997 du meilleur acteur pour Pierre Cassignard.
- 1997 : Oncle Vania d'Anton Tchekhov mise en scène de Patrice Kerbrat au théâtre Hébertot
- 1999 : Ouragan sur le Caine de Herman Wouk mise en scène de Robert Hossein au théâtre des Champs-Élysées
- 1999 : Le Nouveau Testament de Sacha Guitry mise en scène de Bernard Murat au théâtre des Variétés
- 1999-2000 : De si bons amis mise en scène de Stéphan Meldegg au théâtre La Bruyère
- Chemin de feu mise en scène de Hans-Peter Cloos au théâtre Ouvert
- 2013 : Une heure de tranquillité de Florian Zeller, mise en scène Ladislas Chollat, théâtre Antoine
- 2016 : Maris et femmes de Woody Allen, mise en scène Stéphane Hillel, théâtre de Paris
- 2022 : Le Canard à l'orange de William Douglas-Home, mise en scène Nicolas Briançon, théâtre de la Michodière

## Publications
- 2010 : Entre deux vies